# 방부제
방부제(防腐劑, 영어: antiseptic, 살균제, 항균약)는 패혈증, 감염 또는 부패의 가능성을 줄이기 위해 살아 있는 조직에 적용하는 항균제 또는 화합물이다. 방부제라는 용어는 "~에 반대하여(against)"라는 뜻의 그리스어 "ἀντί", 로마자(anti)와 "부패하기 쉬운(putrefactive)"이라는 뜻의 그리스어 "σηπτικός", 로마자(sēptikos)의 합성어이다. 방부제는 일반적으로 체내의 세균을 안전하게 파괴하는 항생제와 무생물에서 발견되는 미생물을 파괴시키는 소독제와 구별된다.
항생제는 세균에 대해 작용하는 입증된 능력을 가지고 있는 방부제를 포함한다. 바이러스 입자를 파괴하는 항미생물제를 살바이러스제 또는 항바이러스제라고 한다. 진균약(antimycotic)으로 알려진 항진균제(antifungal)는 진균증(진균 감염)을 치료하고 예방하는 데 사용하는 약제학적 살진균제이다.

## 같이 보기
- 살생물제
- 항균제
- 항생제
- 소독제
- 살균제